# Freddy Bessio
Freddy Edgard Bessio (Montevideo, 5 de noviembre de 1965) es un cantante y percusionista uruguayo.

## Biografía
Comenzó su carrera profesional en la murga Amantes al engrudo. Tocaba el bombo y en otras oportunidades el redoblante, a lo que poco a poco le sumó su voz.
Participó en murgas como Falta y Resto, Curtidores de hongos, La bohemia, Los saltimbanquis, La reina de La Teja, Araca la Cana, Los ocho de Momo y Agarrate Catalina, además de grabaciones junto a otras murgas y artistas como los cantautores Canario Luna y Tabaré Cardozo.
Aunque ya había colaborado con el cantante y compositor Jaime Roos desde 1987, desde 1994 que integra la banda que lo acompaña.
Con Roos ha participado en los discos Sur (1987), Estamos rodeados (1991), Si me voy antes que vos (1996), Concierto aniversario (en vivo, 1997), Contraseña (2000), Fuera de ambiente (2007), etc.
En 2009 junto a Emiliano Muñoz lanzan el disco Cantor de esquina como dúo haciendo covers de otras canciones uruguayas. Luego le seguirían otros discos con composiciones propias.